# Pasqualigo
I Pasqualigo furono una famiglia patrizia veneziana, ammessa al Maggior Consiglio dopo la Prima crociata e fino alla caduta della Repubblica di Venezia (1797). Il titolo nobiliare venne poi riconosciuto dai successivi governi austro-ungarico e del Regno d'Italia.
Nessun membro dei Pasqualigo riuscì ad assumere il titolo di doge, tuttavia i suoi membri ricoprirono cariche di altissimo livello istituzionale nell'ambito della Repubblica di Venezia, entrando anche più volte nel ristrettissimo numero degli elettori del Doge (41 elettori) stabilito dalla complicatissima procedura in vigore nella Serenissima.

## Storia

### Le origini

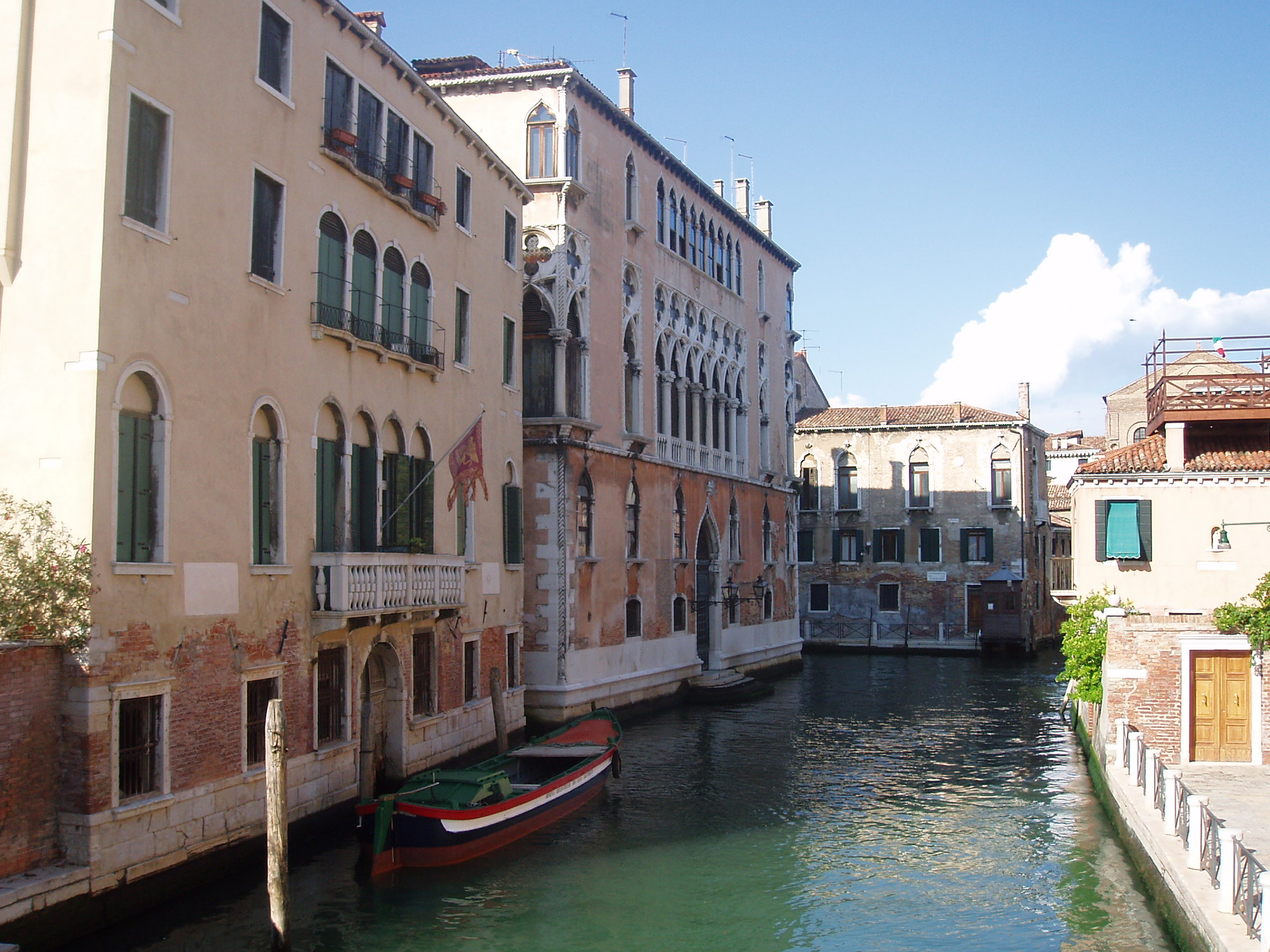
Palazzo Pasqualigo Giovanelli sul rio di Noale

Secondo la tradizione la casata ha come capostipite Stefano Pasqualigo, giovane cretese che dimostrò il suo valore al servizio del doge Vitale Michiel durante le spedizioni in Oriente del 1120, in particolare aggregato per eccezionali meriti militari durante la I Crociata. Il doge volle portare con sé il giovane a Venezia, aggregandolo al Patriziato nel 1122 come membro del Maggior Consiglio.. Mentre il cognome Pasqualigo è considerato un patronimico derivato da un antenato di nome Pasquale più un antico suffisso veneziano che termina in -igo.

### L'ascesa a Venezia
Nel 1240 Piero Pasqualigo venne nominato Capitano delle Armi pubbliche nelle Guerre di Zara e nel 1249 fu uno 41 elettori del Doge Marino Morosini.
Anche Ovio Pasqualigo fu elettore di doge: fu uno dei 41 che elessero Giovanni Dandolo nel 1280. Fu inoltre tra i membri del Consiglio dei Quaranta (la cosiddetta Quarantia, uno dei massimi organi della Repubblica di Venezia) che deliberarono la Serrata del Maggior Consiglio. Nel 1297, proprio in seguito alla Serrata, Pietro Pasqualigo "fu confermato Patrizio con tutti li suoi discendenti".
Un ramo della famiglia Pasqualigo tuttavia fu escluso dalla Serrata del Maggior Consiglio, causa assenza alla seduta decisiva del suo rappresentante. Questo ramo riottenne l'ammissione nel 1381 grazie alle imprese militari di Marco Pasqualigo nella guerra di Chioggia che vide i veneziani opposti ai genovesi.
Marino Pasqualigo fu anch'egli tra i 41 elettori di doge (elezione di Marino Zorzi, 1311) diventando poi nel 1345 Provveditore nella Dalmatia e Schiavonia per assumere e consolidare il controllo di quel territorio, strategico per i commerci veneziani con l'Oriente
Un altro Ovio Pasqualigo, provveditore a Treviso nel 1336, fu tra i 41 elettori del doge Marino Faliero nel 1354 e, dopo la fallita congiura di quest'ultimo, fu anche tra i patrizi che ne decretarono la condanna a morte. Fu inoltre tra i 41 elettori dei dogi Giovanni Gradenigo (1355) e Giovanni Dolfin (1356).
Giovanni Pasqualigo fu uno degli elettori del doge Michele Steno nel 1400.
Piero Pasqualigo nel 1457 fu uno dei 41 elettori del doge Pasquale Malipiero.
Un terzo Ovio Pasqualigo fu tra i 41 elettori di due dogi:  Cristoforo Moro nel 1462 e Nicolò Tron nel 1471.
Marino Pasqualigo fu uno dei Nove Savi del Consiglio e tra i 41 elettori del doge Agostino Barbarigo nel 1486.
Alvise Pasqualigo venne nominato Procuratore di San Marco nel 1522, carica ricoperta per sei anni, diventando poi il capo dei 10 savi (ossia del Consiglio dei Dieci. Venne sepolto nella chiesa dei Frar.
Piero Pasqualigo ebbe l'onore dei funerali di stato dopo aver ricoperto la carica di ambasciatore della Repubblica di Venezia presso il re Ladislao II di Ungheria, con l'obiettivo di confermare le alleanze europee strette da Venezia nel 1509,  poi presso il re Emanuele I di Portogallo nel 1507, il doge di Genova Giacomo Fregoso nel 1513, il re Enrico VIII di Inghilterra,  il re Luigi XII di Francia e infine ambasciatore a Milano, dove morì probabilmente avvelenato. Fu anche studioso e filosofo, scrivendo oltre 2000 tra saggi e trattati di metafisica.
Lorenzo Pasqualigo nel 1526 venne nominato Procuratore di San Marco.
Francesco Pasqualigo combatte contro gli ottomani e i pirati turchi in Dalmazia, a Napoli e a Corfù, tentando anche invano di bloccare le scorrerie del corsaro Dragut, al soldo dell'impero ottomano, venendone sconfitto (1539).
Nicolò Pasqualigo nel 1500 e nel 1523 combatté in terraferma per la difesa di Padova e Vicenza. Fu tra i 41 elettori del doge per due volte: nell'elezione di Andrea Gritti nel 1523 e in quella di Pietro Lando nel 1539.
Vittorio (Vettor) Pasqualigo fu capo del Consiglio dei Dieci e fra i 41 elettori del doge Piero Loredan nel 1567. Nel 1560 era entrato a far parte del Collegio dei Savi selezionati tra i Senatori ritenuti più autorevoli e competenti.
Antonio Pasqualigo era Tesoriere e Camerlengo a Nicosia di Cipro all'epoca dell'assedio turco del 1570, che si concluse con la presa della città da parte degli Ottomani. Morì combattendo proprio durante l'assedio della città'.
Alvise Pasqualigo e Antonio Michele Pasqualigo parteciparono alla battaglia di Lepanto, il primo con il ruolo di Mastro di Campo, mentre il secondo vi perse la vita.
Francesco Pasqualigo fu uno dei nove Consiglieri del doge Pasquale Avogadro e divenne Provveditore Generale nel 1583.
Andrea Pasqualigo nel 1595 fu uno dei 41 elettori del doge Domenico Grimani.
Filippo Pasqualigo comandò nel 1606 una squadra navale in difesa di Corfù assediata dai Turchi. Nel 1611 divenne capo del Consiglio dei Dieci e due anni dopo divenne Procuratore di San Marco. Nel 1615 fu candidato (ballottato) per il dogato, non riuscendo però ad arrivare alla fase finale dell'elezione
Un altro Andrea Pasqualigo fu tra i 41 elettori dei dogi Memmo nel 1612 e Bembo nel 1615.
Leonardo o Lunardo Pasqualigo fu membro e poi capo del Consiglio dei Dieci e uno dei 41 elettori del doge Francesco Corner nel 1656.
Nicolò Pasqualigo, nato nel 1770 fu uno degli ultimi comandanti della marina della Serenissima Repubblica prima della sua definitiva caduta nel 1797.
Dopo la fine della Repubblica di Venezia e con il passaggio della città sotto il controllo dell'Impero austro-ungarico, alla famiglia Pasqualigo venne riconosciuto il titolo nobiliare con Sovrana Risoluzione dell'Imperatore d'Austria del 1º gennaio 1818. Fu proprio in quegli anni che Niccolò Antonio Pasqualigo, nominato Ciambellano Imperiale e comandante della flotta imperial-regia dell'Arcipelago della Dalmazia, combatté contro gli inglesi in una battaglia navale presso l'isola di Lissa dove, sconfitto, ricevette dagli inglesi l'onore delle armi per il comportamento estremamente valoroso tenuto in battaglia.
Al pari delle altre famiglie patrizie, i Pasqualigo avevano anche possedimenti nella terraferma: la gastaldia di Aldano nel Friuli e la Contea di San Polo nel trevigiano e un ramo cadetto aveva il titolo di barone di Sesto del Friuli.
Da Domenico Pasqualigo, patrizio veneto nato a Venezia nel XV secolo e trasferitosi a Bari, discendono i Pasqualino patrizi di Bari (poi Pasqualino di Marineo) che si diramarono a Palermo.

## Ramo ancora fiorente
```
 ├─
Mario Niccolò Giovanni (* 13-XI-1800 † ?)

                  │
                  ├─
Niccolò Floriano Giovanni (25-VIII-1824, ?)

                              │
                              ├─
Giuseppe Francesco, 11.04.1828 morto nel 1887, Patrizio Veneto

                                             │
                                             ├─
Luigi
 (Lugano 1858, morto a Lido di Venezia 15-XII-1937), Iscritto con gli 8 figli nell'Elenco Nobiliare del Regno d'Italia 

                                                                 │
                                                                 ├─
Rosa

                                                                 │
                                                                 │
                                                                 ├─
Nicolò

                                                                 │
                                                                 │
                                                                 ├─
Isabella

                                                                 │
                                                                 │
                                                                 ├─
Pietro

                                                                 │
                                                                 │
                                                                 ├─
Lucia

                                                                 │
                                                                 │
                                                                 ├─
Angiola

                                                                 │
                                                                 │
                                                                 ├─
Andrea

                                                                 │
                                                                 │
                                                                 ├─
Lorenzo
```

## Palazzi e ville
Nel centro storico di Venezia si trovano tuttora i palazzi che furono di proprietà della famiglia Pasqualigo.
Nel sestiere di Cannaregio
- Palazzo Pasqualigo (Numero anagrafico 5514)
- Palazzo Pasqualigo Giovannelli (N.A. 2290)

Nel sestiere di Castello
- Palazzo Pasqualigo (N.A. 4424)

Anche nella terraferma si trovano ancora alcune delle ville possedute dalla famiglia.
In provincia di Treviso
- Villa Pasqualigo a Caselle di Altivole in provincia di Treviso
- Villa Pasqualigo-Soranzo, ora Marchetti a Ramon di Loria

In provincia di Padova
- Villa Pasqualigo-Rodella a Cinto Euganeo
- Villa Basadonna-Pasqualigo a Monselice
- Villa Melato-Cornaro a Urbana